# 三寒四温
三寒四温（さんかんしおん）とは冬季に寒い日が3日ほど続くと、そのあと4日ほど温暖な日が続き、また寒くなるというように7日周期で寒暖が繰り返される現象。朝鮮半島や中国東北部に典型的に現れる現象で、日本でもややみられる。一般に寒い日は晴れで、暖かい日は天気が悪い。日本では本来は冬の気候の特徴として使われたが、最近では春先に使われることが多い。

## 概要
もともとは中国東北部や朝鮮半島におけることわざであって、シベリア高気圧の勢力がほぼ7日の周期で強まったり弱まったりするからと考えられている。
しかし、日本付近の天候はシベリア高気圧だけでなく、太平洋の高気圧の影響も受けるので、日本では三寒四温がはっきりと現れることはなく、一冬に一度あるかないかという程度である。そのため近年では本来の意味から外れて、春先に低気圧と高気圧が交互にやってきたときの気温の周期的な変化、という意味合いで使用されることが多くなっている。